# Joaquín Tusquets de Cabirol
Joaquim Tusquets de Cabirol (Barcelona, 1904 – 4 d'abril de 1979) fou un químic i fotògraf català.
Va contraure matrimoni amb Rosa Gras Artero.

## Biografia
Llicenciat en Química, copropietari d'una empresa de productes químics i aficionat a la fotografia.
El seu treball fotogràfic va deixar endarrere l'anonimat el 2020 al donar-se a conèixer la història d'una caixa amb fotografies seves que va anar a parar a una botiga de Palma que va traspassar-se. A darreries de l'any 2004 al buidar-se l'establiment, per fer-hi obres, es va llançar una caixa amb milers de negatius a un contenidor i és llavors quan els troba el col·leccionista Toni Amengual que els conserva i digitalitza per finalment vendre'ls al Museu Marítim de Barcelona per uns 15 mil euros. En aquest fons hi ha imatges de municipis catalans –especialment de Barcelona, la costa i el seu port– però també n'hi ha algunes de Madrid, de París, de Sevilla i de Marroc, datades entre els anys quaranta i setanta del segle xx.
L'any 2021 el Museu Marítim estrenava l'exposició «Imatges trobades. La Barcelona marítima de postguerra».